# Tourisme à Détroit

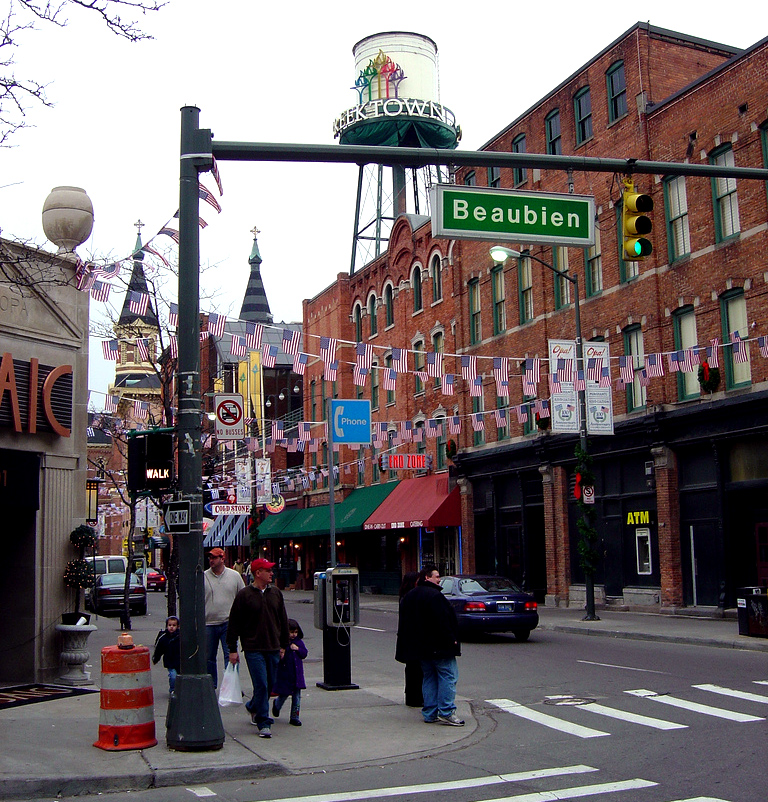
Greektown (Quartier Grec)

Le tourisme à Détroit est un élément important de l'économie locale. Il y a environ 16 à 18 millions de personnes qui visitent Metro Detroit chaque année, dépensant près de 5 milliards de dollars.

## Vue générale

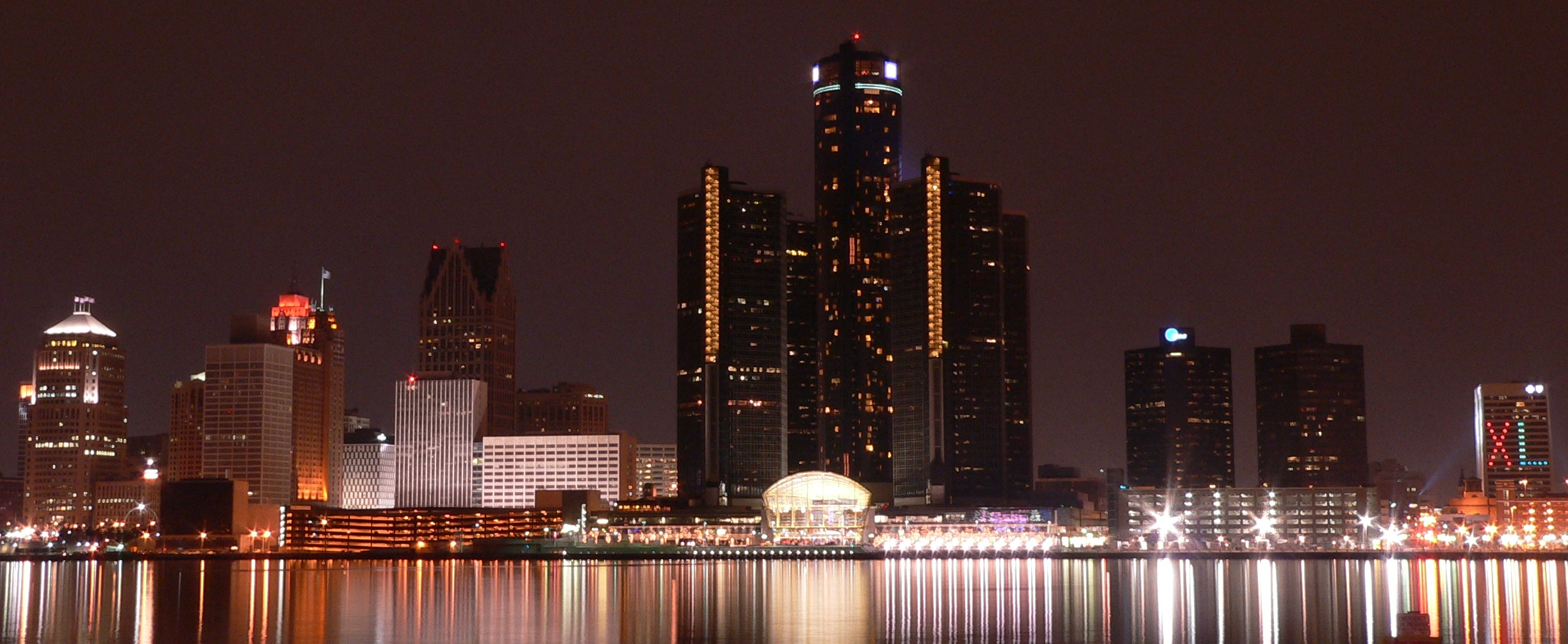
Vue partielle de nuit du Central business district de Détroit le long de Detroit International Riverfront

## Attractions
Reconnu mondialement pour sa passion de l'automobile, Metro Detroit héberge chaque année le Salon automobile international d’Amérique du Nord qui se déroule au mois de janvier. L'attraction majeure de la région est le musée Henry Ford qui comprend également un cinéma IMAX. L'autre musée consacré à l'automobile est le musée Chrysler. Une autre attraction apprécié est le zoo de Détroit.
Également :
- Belle Isle (parc)
- Detroit Institute of Arts
- Usine Ford de l'avenue Piquette

### Événements

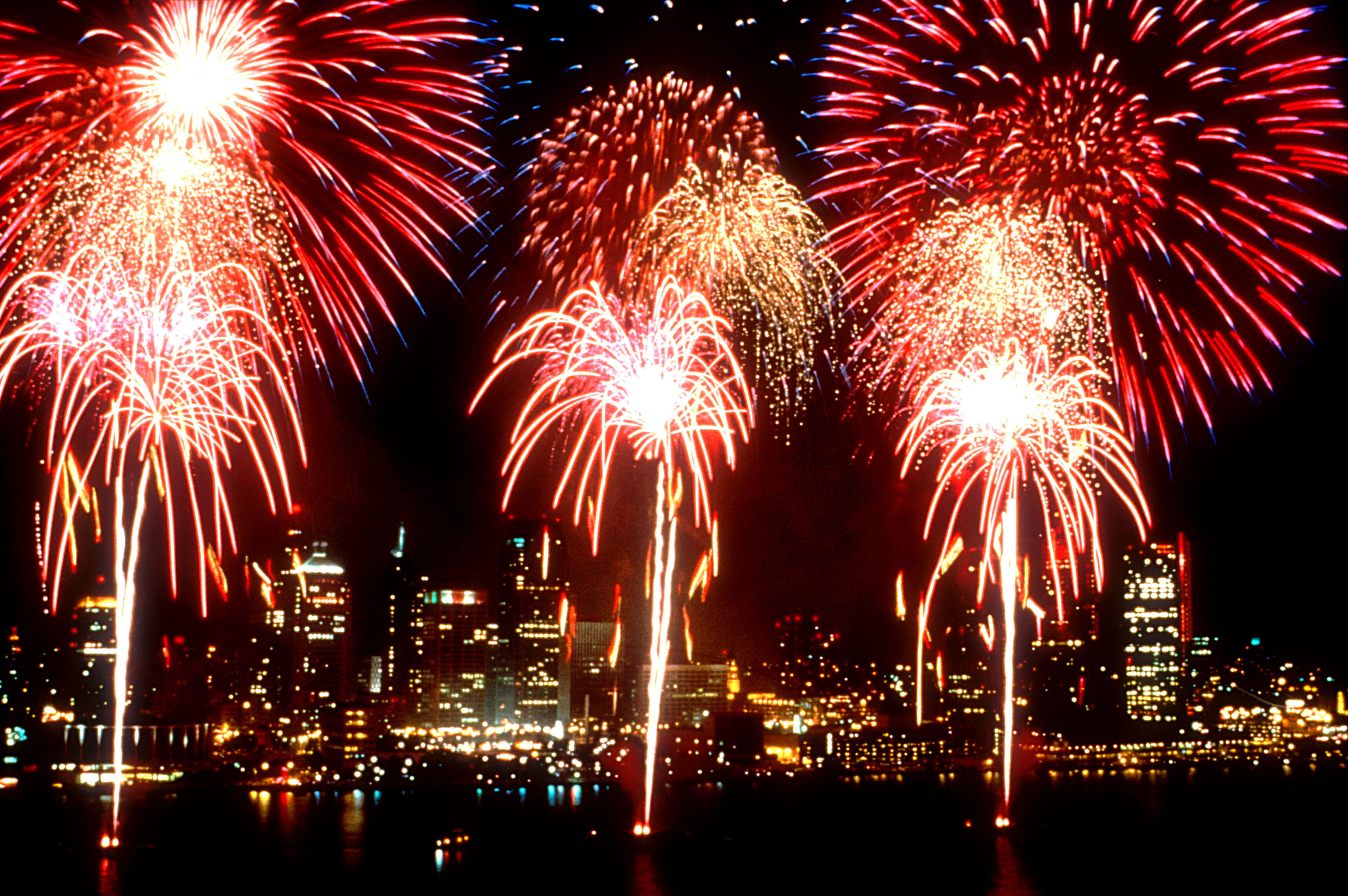
Les feux d'artifice au Festival international de la liberté Windsor-Détroit, tenu la dernière semaine de juin chaque année.

- Festival international de la liberté Windsor-Détroit

### Hôtels

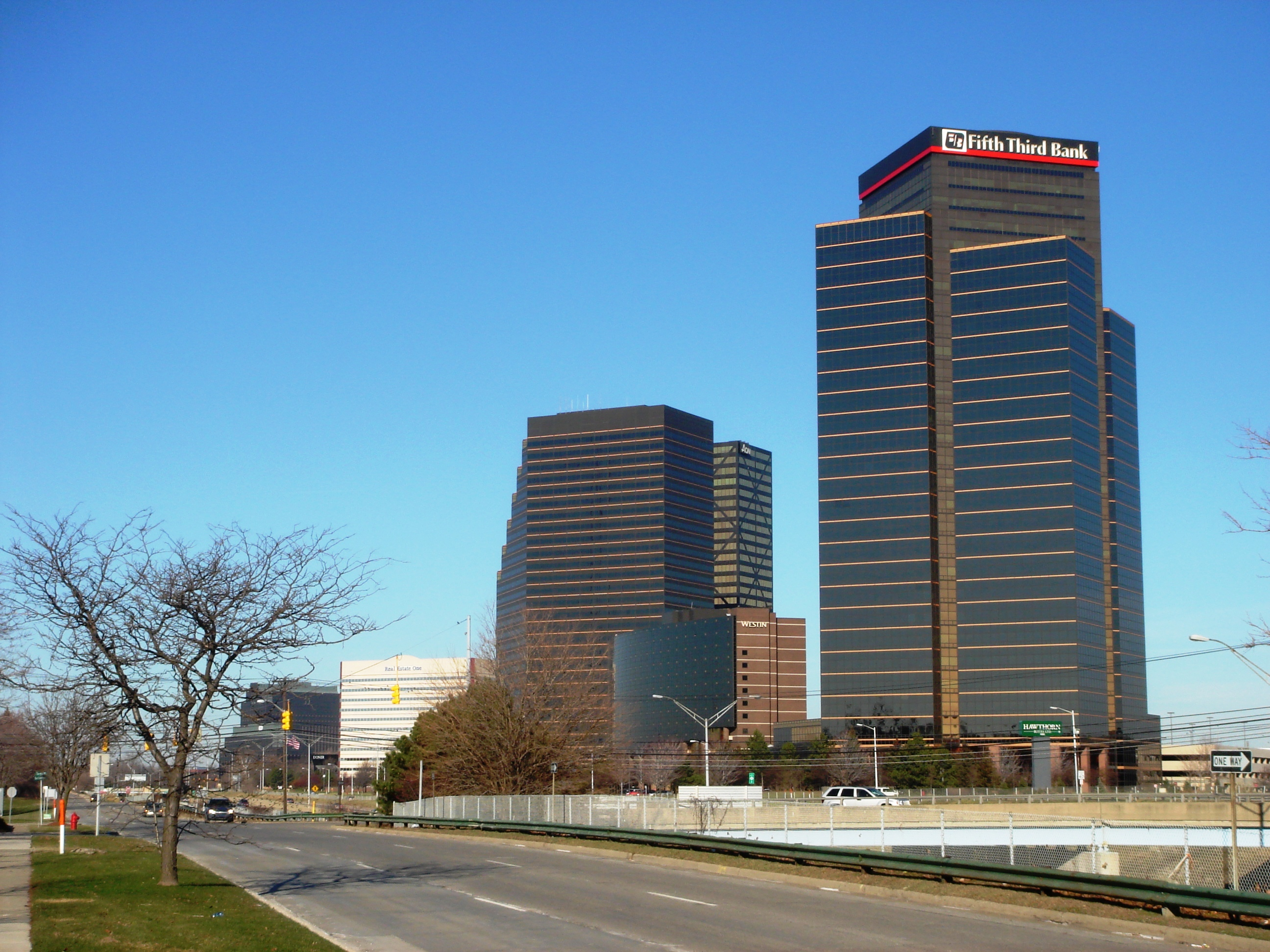
L'Hôtel Westin au
Southfield Town Center.

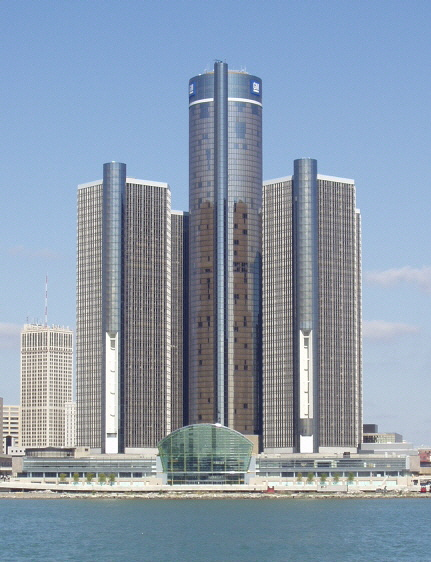
L' Hôtel Marriott au
Renaissance Center.